# Valleyspeak

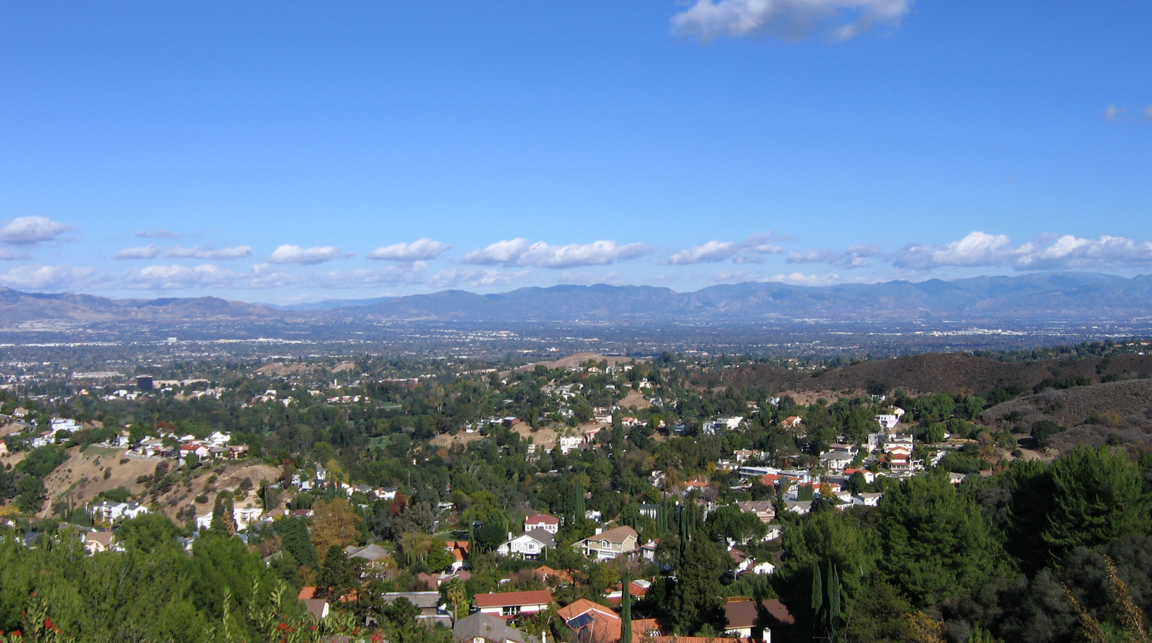
San Fernando Valley

Valleyspeak oder Valspeak ist die gängige Bezeichnung für einen US-amerikanischen Soziolekt. Ursprünglich wurde der Begriff verwendet, um die besondere Sprechweise der Valley Girls des San Fernando Valley im Kalifornien der 1970er-Jahre zu beschreiben. Dabei handelte es sich anfangs um eine lokale Modeerscheinung, ähnlich dem Surfer Slang oder dem Skateboarding Slang, wobei viele Ausdrucksformen jedoch später ihren Platz im kalifornischen Alltag fanden.

## Ursprung des Begriffs
Popularität erlangte die Bezeichnung durch die von Frank Zappa 1982 veröffentlichte Single Valley Girl. Der Song enthält von seiner 14-jährigen Tochter Moon gesprochene Passagen, welche die sprachliche Dynamik und jugendliche Sorglosigkeit des Valspeak veranschaulichen. Ausdrücke wie grody to the max verbreiteten sich durch das Lied. Teilweise verwendete Moon auch Vokabeln aus der Surferszene, so beispielsweise tubular oder gnarly, wodurch diese Wörter wieder Eingang in den Sprachschatz der Valley Girls fanden.
Im Fernsehen bediente sich erstmals 1976 Laraine Newman während einer Episode von Saturday Night Live der Sprechweise. Das Stereotyp des Valley Girls wurde außerdem von Tracy Nelson in der Sitcom Square Pegs verkörpert, wobei sie als Inspirationsquelle Zappas Song angab. Seither wurde der Soziolekt, oft klischeehaft, in vielen Medien genutzt.

## Verbreitung
Einige Redewendungen, z. B. der Diskurspartikel like, sind heute gebräuchlicher Bestandteil der amerikanischen Umgangssprache. Elemente des Valleyspeak finden sich sogar weltweit wieder, besonders bei jugendlichen englischen Muttersprachlern. In letzter Zeit hat der Sprechstil einen überwiegend symbolischen Charakter unabhängig von seiner eigentlichen Bedeutung entwickelt.

## Sprachmelodie
Die Verwendung eines high rising terminal ist häufig im Valleyspeak anzutreffen. Dabei werden reine Aussagen gelegentlich wie Fragen betont. So erscheinen Stellungnahmen manchmal als sanfte Verhöre. Im Englischen nennt man diese Technik uptalking.